# منتخب أرمينيا لكأس فيد
منتخب أرمينيا لكأس فيد هو ممثل أرمينيا الرسمي في كرة المضرب في كأس فيد
.

## التاريخ
نافست أرمينيا في أول كأس فيد في عام 1997. وكانت أفضل نتائجها تحقيق المركز الثالث في مجموعتها الثانية في عامي 2000 و2001. قبل عام 1991، كان الاتحاد السوفييتي يمثل اللاعبين الأرمينيين قبل عام 1991.

## روابط خارجية
صفحة الفريق على موقع BillieJeanKingCup.com